# Стрелочникът
„Стрелочникът“ (на нидерландски: De Wisselwachter) е нидерландски драматичен филм от 1986 година на режисьора Йос Стелинг по негов сценарий в съавторство с Джордж Брюгманс и Ханс де Волф.
В центъра на сюжета са отношенията между стрелочник на отдалечена железопътна спирка и чужденка, която слиза там по погрешка и по неясна причина остава на спирката в продължение на месеци. Главните роли се изпълняват от Джим ван дер Вауде и Стефан Екскофие.